# 마조리 메인

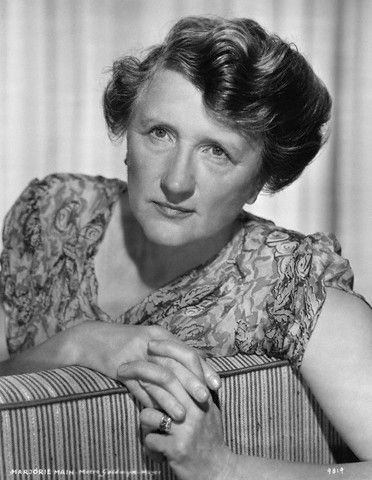

마조리 메인(Marjorie Main, 1890년 2월 24일 ~ 1975년 4월 10일)는 미국의 배우, 연극 배우, 텔레비전 배우, 영화배우이다.
로스앤젤레스에서 사망하였다. 사인은 폐암이다. 포리스트 론 메모리얼 파크에 매장되었다.

## 영화
- 우정어린 설득 (1956년)
- OK 부부의 신혼 여행 (1954년)
- 로즈 마리 (1954년)
- 벨 오브 뉴욕 (1952년)
- 이츠 어 빅 컨트리 (1951년)
- 미스터 임페리엄 (1951년)
- 썸머 스톡 (1950년)
- 애그 앤 아이 (1947년)
- 하비 걸 (1946년)
- 세인트 루이스에서 만나요 (1944년) - 케이티 역
- 천국은 기다려준다 (1943년)
- 홍키 통크 (1941년)
- 셰퍼드 오브 더 힐 (1941년)
- 터너바웃 (1940년)
- 수잔과 신 (1940년)
- 여자들 (1939년)
- 투 핫 투 핸들 (1938년)
- 스텔라 달라스 (1937년)
- 출입 금지 (1937년) - Mrs. 마틴 역